# Nicolás Lauría Calvo
Nicolás Fernando Lauría Calvo (Santa Fe, Provincia de Santa Fe, Argentina, 27 de mayo de 1974) es un exfutbolista argentino. Jugaba de delantero y militó en diversos clubes de Argentina y uno de Chile.

## Clubes
| Club               | País      | Año       |
| ------------------ | --------- | --------- |
| Argentinos Juniors | Argentina | 1993-1996 |
| Banfield           | Argentina | 1996      |
| Colo-Colo          | Chile     | 1997      |
| Colón de Santa Fe  | Argentina | 1997      |
| Arsenal de Sarandí | Argentina | 1998-1999 |
| Juventud Antoniana | Argentina | 1999-2000 |